# Mérenvielle
Mérenvielle is een gemeente in het Franse departement Haute-Garonne (regio Occitanie) en telt 401 inwoners (1999). De plaats maakt deel uit van het arrondissement Toulouse.

## Geografie
De oppervlakte van Mérenvielle bedraagt 10,6 km², de bevolkingsdichtheid is 37,8 inwoners per km².

## Verkeer en vervoer
In de gemeente ligt spoorwegstation Mérenvielle.
De onderstaande kaart toont de ligging van Mérenvielle met de belangrijkste infrastructuur en aangrenzende gemeenten.

## Demografie
Onderstaande figuur toont het verloop van het inwonertal (bron: INSEE-tellingen).